# Euphlyctis hexadactyla
Euphlyctis hexadactyla – gatunek płaza bezogonowego z rodziny Dicroglossidae występujący w Indiach, Bangladeszu i Sri Lance. Dorasta do 13,2 cm i cechuje się oliwkowozielonym lub trawiastym ubarwieniem. Zasiedla różnorakie zbiorniki wodne, w których rozmnaża się podczas monsunów. Charakteryzuje się unikalną dla płazów dietą, jako że osobniki dorosłe żywią się głównie glonami. Częściowa roślinożerność zwiększa temu gatunkowi dostęp do pożywienia, co pozwala mu rozmnażać się trzy razy w roku. Gatunek najmniejszej troski (LC), w związku m.in. z szerokim zasięgiem występowania i dużą populacją.

## Wygląd
Samce dorastają do 10,3 cm, a samice do 13,2 cm. Pysk płaski, z wyraźnie zaznaczoną błoną bębenkową, której średnica jest porównywalna do średnicy oka. Obecna bardzo dobrze rozwinięta błona pławna spinająca palce u nóg. Grzbiet ma kolor oliwkowy lub trawiasty, występuje również czasem jasnożółty pasek biegnący od pyska do odbytu. Brzuch i boki ciała białe lub żółtawobiałe. U młodych osobników występują czarne lub ciemnozielone paski i kropki na grzbiecie. U samców obecne są worki rezonansowe, rozwijają się także modzele godowe na palcach u dłoni.

## Zasięg występowania
Gatunek występuje w południowych, wschodnich i północno-wschodnich Indiach – na nadbrzeżnych równinach i podnóżach gór od stanu Tamilnadu do stanu Tripura; poza tym w Bangladeszu i Sri Lance. Historyczne stwierdzenia z Nepalu, indyjskich stanów Manipur i Pendżab oraz Pakistanu uznawane są za wątpliwe i mogą dotyczyć innych znanych bądź jeszcze nieopisanych gatunków. Populację z wybrzeża indyjskiego stanu Karnataka, uznawaną wcześniej za Euphlyctis hexadactyla, wydzielono w 2016 roku do osobnego gatunku Euphlyctis karaavali.
Płaz ten bytuje na wysokościach bezwzględnych do około 1710 m n.p.m.

## Ekologia i zachowanie
Zasiedla wiele rodzajów zbiorników wodnych charakteryzujących się bujną roślinnością. W Sri Lance odnotowano jego występowanie w wodach brachicznych. Jest to całkowicie wodny gatunek. Rozmnaża się podczas monsunów letnich i zimowych, składa 2000 jaj o średnicy 1 mm.

### Dieta
Kijanki są roślinożerne, żywią się głównie rogatkiem sztywnym. U osobników tuż po przeobrażeniu pokarm roślinny stanowi objętościowo 10% diety. Żywią się one głównie bezkręgowcami takimi jak pluskwiaki, chrząszcze i muchówki. U nieco starszych osobników dieta składa się w 44% z pokarmu roślinnego, a u dorosłych osobników wartość ta dochodzi do 79,5% – żywią się one glonami z rodzajów Oedogonium, Zygnema, Closterium, Cosmarium i Navicula. W diecie dorosłych osobników obecne są również bezkręgowce, a także kręgowce, takie jak ryby czy inne płazy (np. Hoplobatrachus crassus). Wedle danych z 2011 roku jest jednym z dwóch gatunków płazów bezogonowych (obok Xenohyla truncata), u których dieta dorosłych osobników składa się choć częściowo z pokarmu roślinnego.
Gatunek ten wyewoluował kilka cech pozwalających na odżywianie się pokarmem roślinnym:
- duży rozmiar ciała pozwalający na utrzymanie względnie wysokiej temperatury ciała potrzebnej do trawienia pokarmu roślinnego
- cylindryczno-stożkowate uzębienie oraz bardziej obszerny przewód pokarmowy niż u pozostałych gatunków płazów.

U E. hexadactyla wodny tryb życia neutralizuje negatywne oddziaływanie pory suchej (podczas której większość gatunków płazów się nie rozmnaża), co razem ze zwiększonym dostępem do pożywienia w postaci pokarmu roślinnego pozwala temu gatunkowi podchodzić do rozrodu wyjątkowo często – aż 3 razy w ciągu roku.

## Status
Gatunek najmniejszej troski (LC) w związku z szerokim zasięgiem występowania, różnorodnością siedlisk odpowiednich dla tego gatunku oraz dużą populacją. Lokalnym populacjom zagrażać może zanieczyszczenie rolnicze, a także odłów w celu konsumpcji i wykorzystania jako zwierzę laboratoryjne. Gatunek ten umieszczony jest w załączniku II konwencji o międzynarodowym handlu dzikimi zwierzętami i roślinami gatunków zagrożonych wyginięciem (CITES). Jest pod ochroną prawną w Indiach.